# Yakovlev EG
Yakovlev EG (hay còn có tên gọi khác là Sh / Yak-M11FR-1) là một thiết kế trực thăng đầu tiên được Yakovlev chế tạo sau chiến tranh thế giới II, mục đích chế tạo là thử nghiệm để giải quyết các vấn đề cơ bản về trực thăng.

## Thiết kế và phát triển
Còn được gọi với cái tên EG (Eksperimentalnyi Gelikopter), và được biết đến rỗng rãi hơn với tên gọi Yak-M11FR-1 và còn tên gọi khác nữa là Sh, đây là một máy bay trực thăng được chế tạo đầu tiên của OKB Yakovlev vào năm 1946. Kỹ sư trưởng thiết kế là S.A.Bemov, phụ tá là I.A.Erlikh. Lúc đầu thiết kế này dự định dùng làm cỗ máy thực hành nhỏ để giải quyết các vấn đề cơ bản. Nó được trang bị một động cơ M-11FR-1 công suất 140 hp, có hình dáng trung bình với cơ cấu truyền động từ cánh quạt nguội và khớp ly tâm đến một hộp số góc xiên 90°Có trục quay thẳng đứng. Một khối quay gắn 2 tầng cánh quạt với tốc độ quay là 233 vòng/phút. Thiết kế cánh đặc biệt với chiều quay ngược chiều nhau sẽ tự triệt tiêu lực xoắn và mômen xoắn.
Những cánh quạt được chế tạo từ những phiến gỗ thông và gỗ cứng, được che kín kết cấu bằng hồ, được bao bọc bên ngoài bằng một vỏ kim loại bằng thép và đuyra. Thân máy bay là một khung dạng ống thép đơn giản được hàn lại, bên hông trực thăng có các cửa hút khí giúp động cơ làm nguội. Thùng nhiên liệu được đặt dưới hộp số chính và một thùng dầu đặt ở gần động cơ. Để ổn định hơn trong khi bay, thân máy bay được thêm vào 2 bộ phận thăng bằng nằm ngang ở đuôi và bộ phận nạng đuôi cũng được thêm vào bên thân. Có 2 ghế phi công được đặt cạnh nhau và diện tích cửa sổ khá lớn.
Chiếc Sh được hoàn thành vào đầu năm 1947. Phi công thử nghiệm chính là V.V.Tezavrovskii. Trọng tâm rõ ràng quá xa ở đuôi trực thăng, vì vậy cái đuôi và thùng dầu được di chuyển về phía buồng lái. Dần dần Sh bay với sự điều khiển tốt hơn, nhưng ngay khi tốc độ vượt được 30 km/h thì ngay lập tức nó gặp phải hiện tượng rung và mất điều khiển, và cấu hình này đã bị loại bỏ.
Yakovlev OKB bắt đầu phát triển trực thăng sau chiến tranh thế giới II và đã thiết kế một cỗ máy thí nghiệm, Yak-EG với một hệ thống roto quay đồng trục. Một mẫu thử nghiệm của máy bay trực thăng này được kiểm tra vào những năm 1947-1948, và người ta đã đưa ra quyết định rằng cấu trúc roto quay đồng trục này phải được phát triển bởi phòng thiết kế Kamov, và Yakovlev đã chuyển sang thiết kế những mẫu trực thăng khác. Họ sản xuất một thiết kế có tên gọi là Yak-100 - tương tự như Sikorsky S-51. Mẫu đầu tiên trong 2 mẫu thử nghiệm của loại trực thăng này bay vào năm 1948, nhưng Mi-1 đã được chọn làm trực thăng hạng nhẹ tiêu chuẩn của quân đội Xô viết và thiết kế của Yakovlev bị loại bỏ.
Sau một thời gian nghiên cứu kéo dài, OKB Yakovlev đã để lại cấu hình này cho OKB Kamov.

## Quốc gia sử dụng
- Liên Xô
  - Không quân Xô viết

## Thông số kỹ thuật (Yak-EG)

### Đặc điểm riêng
- Phi đoàn: 2
- Chiều dài: 6.53 m
- Sải cánh: 10.0 m
- Chiều cao: n/a
- Diện tích : n/a
- Trọng lượng rỗng: 878 kg
- Trọng lượng cất cánh: 1020 kg
- Trọng lượng cất cánh tối đa: n/a
- Động cơ: 1x động cơ pít-tông 5 xy lanh làm lạnh bằng không khí M-11FR-1, công suất 140 hp

### Hiệu suất bay
- Vận tốc cực đại: 150 km/h
- Tầm bay: 235 km
- Trần bay: 2700 m
- Vận tốc lên cao: n/a
- Lực nâng của cánh: n/a
- Lực đẩy/trọng lượng: n/a

## Nội dung liên quan
EG - Yak-100 - Yak-24 - Yak-60 - VVP-6 - Zhavoronok - Albatros